# 博布魯伊斯克州

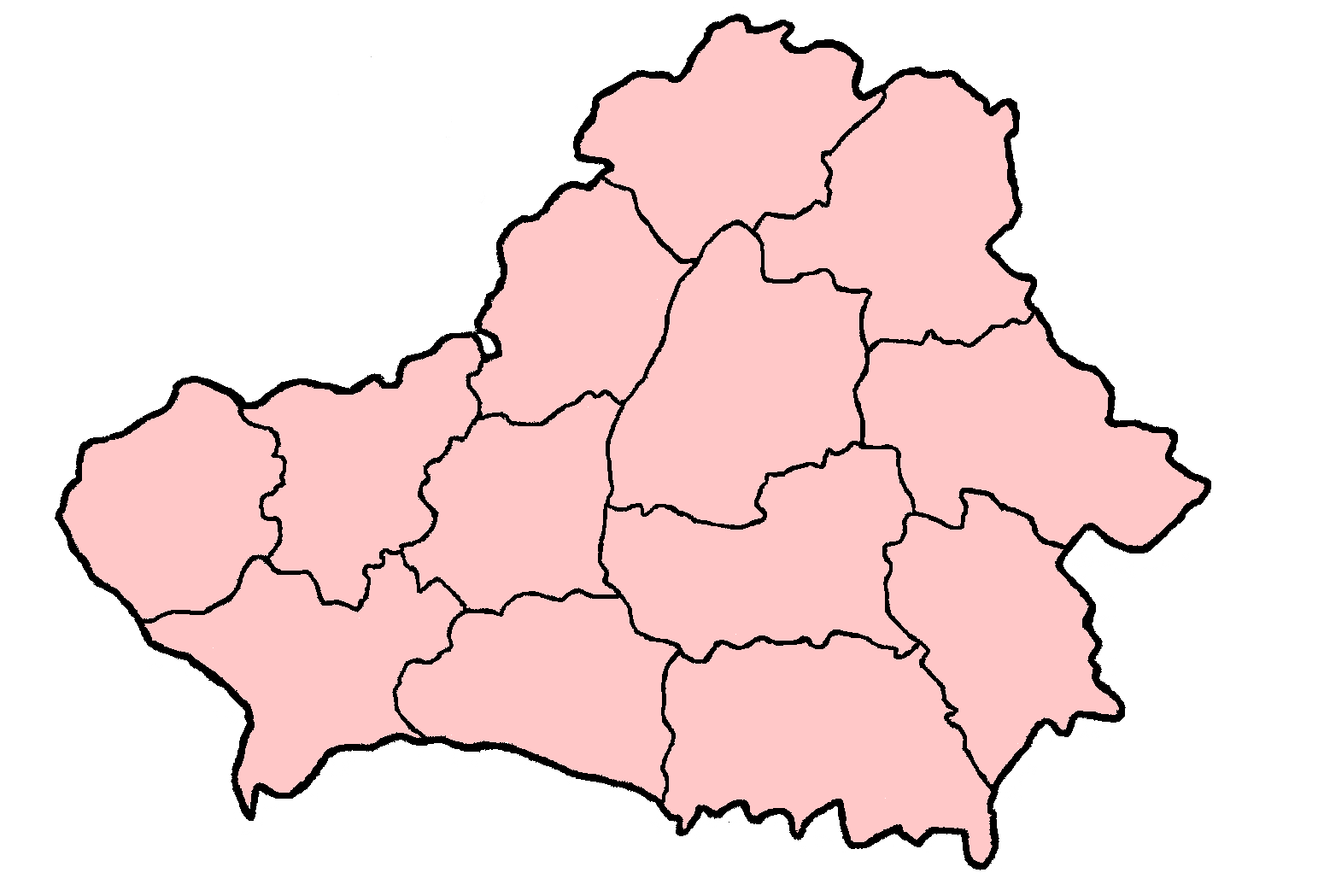
1944年的白俄羅斯

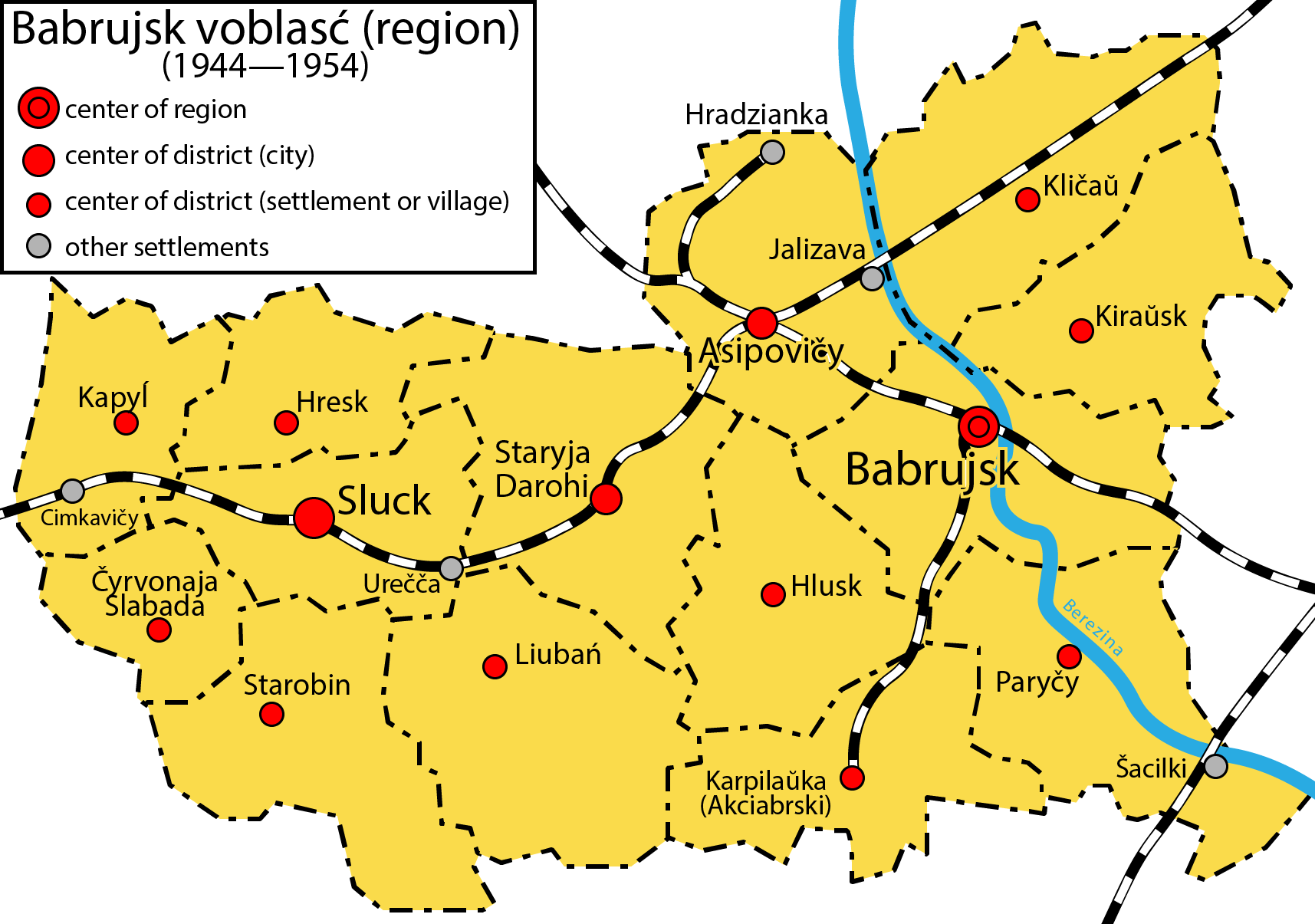

博布鲁伊斯克州是蘇聯白俄羅斯蘇維埃社會主義共和國的一個州，位於該加盟共和國的中南部。面積19,700平方公里，1953年人口654,900人。首府博布鲁伊斯克。下分14縣。
1944年9月20日建州。1954年1月8日被撤銷，轄地分別歸莫吉廖夫州、明斯克州和戈梅利州。